# Abdulah Budimlija
Abdulah Budimlija (Foča, 22. studenog 1922. – Tuzla, 11. srpnja 2009.) je bosanskohercegovački imam, hafiz, profesor i književnik. 

## Biografija
Budimlija je završio medresu 1939. godine. Jedno vrijeme je bio na dužnosti imama u Bijeljini, te je obavljao funkciju profesora u Behrambegovoj medresi u Tuzli.
Budimilija je i jedan od potpisnika Rezolucije Muslimana protiv zločina nad Srbima 1941. godine. Za vrijeme Socijalističke Federativne Republike Jugoslavije je bio dvaput zatvaran kao politički zatvorenik zbog pripadnosti organizaciji Mladi Muslimani - prvi put 1949. godine, a drugi put 1981.
Autor je dvije knjige: "Hafizove latife" i "Bošnjaci u pričama, dosjetke i šale".